# 3 Dywizja Kawalerii (austro-węgierska)
3 Dywizja Kawalerii (3. Kavalleriedivision, 3. KTDiv., 3. KD.) – wielka jednostka kawalerii cesarskiej i królewskiej Armii.
W 1888 roku została utworzona Dywizja Kawalerii w Wiedniu (niem. Cavallerie-Truppen-Division in Wien).
W 1903 roku zmieniono pisownię formacji z „Cavallerie” na „Kavallerie” co wiązało się ze zmianą nazwy dywizji na „Kavallerietruppendivision”.
W 1912 roku dywizja została przemianowana na 3 Dywizję Kawalerii (niem. 3. Kavallerietruppendivision).
Skład w sierpniu 1914 roku
- 10 Brygada Kawalerii
- 17 Brygada Kawalerii
- 2 Dywizjon Artylerii Konnej: 3 baterie konne.
- Oddział Karabinów Maszynowych Kawalerii[2].

## Komendanci dywizji
- FML Alexander August Rudolf Leopold Friedrich von Üxküll-Gyllenbrand (1888 – 1889 → komendant Dywizji Kawalerii we Lwowie)
- FML Wilhelm Gradl (1889 – )
- FML arcyksiążę Otto Franciszek Józef (1903)
- GdK arcyksiążę Franciszek Salwator Toskański ( – 1912)
- FML Vinzenz von Abele (1912 – 1913)
- FML Adolf von Brudermann (1913 – 1916)